# 興津清房
興津 清房（おきつ きよふさ、生没年不詳）は、戦国時代の今川氏家臣。通称は彦九郎・左衛門尉。
興津氏は駿河国興津（現在の静岡市清水区）を拠点にした国衆であるが、戦国期には美作守系もしくは彦九郎系と称される系統と美濃守系もしくは弥四郎系と称される系統に分かれていた。清房は大永8年（1528年）4月8日に死去し、宗長とも親交が厚かった興津左衛門尉盛綱の後継者とみられているが、盛綱と清房に共通の通字がなく、両者の血縁関係は不明である（なお、「左衛門尉」は美作守・彦九郎系にみられる通称、「清」は美作守・彦九郎系にみられる通字である）。
天文年間、主家である今川氏の動揺が興津氏にも及び、天文5年（1536年）10月には家督を継いだばかりの今川義元が興津氏の一族が清房に従うように命じる文書を出している。ところが、永禄2年（1559年）になって興津一族の興津修理進・興津大学助らが、清房の嫡男である彦九郎某を擁して清房の排除を企て、激怒した今川氏真（既に父・義元から家中のことを任されていた）によって彦九郎らは追放されている。だが、彦九郎が清房の唯一の後継者であったらしく、永禄4年（1561年）を最後に清房の活動を示す記録がなくなり、程なく同系の興津氏自体が断絶とされ、文書などは同族の美濃守・弥四郎系に与えられた。興津氏を統一した美濃守・弥四郎系も武田信玄の駿河侵攻によって追われ、興津は穴山信君の所領となる。